# 戈奥特伊
戈奥特伊（Gooty），是印度安得拉邦Anantapur县的一个城镇。总人口43387（2001年）。

## 人口
该地2001年总人口43387人，其中男性21973人，女性21414人；0—6岁人口5146人，其中男2575人，女2571人；识字率64.67%，其中男性为74.08%，女性为55.02%。